# Apatania ishikawai
Apatania ishikawai là một loài Trichoptera trong họ Apataniidae. Chúng phân bố ở miền Cổ bắc.